# Patrick Pinheiro

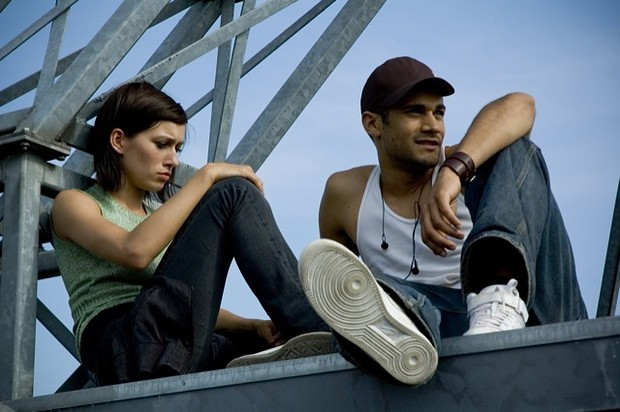
Patrick Pinheiro i Sylta Fee Wegmann w filmie Mały Paryż

Patrick Pinheiro (ur. 1977 roku w Monachium) – niemiecki aktor telewizyjny, filmowy i teatralny.
Ukończył European Film Actor School (EFAS) w Zurychu, gdzie wykładowcami byli m.in.: Dominik Graf, Margarethe von Trotta i Magdalena Łazarkiewicz. Ponadto uczył się także aktorstwa w Giles Foreman Centre for Acting w Londynie, ActingCoach Jens Roth w Berlinie i Coaching z Nancy Bishop. 
Szerokiej publiczności stał się znany z pierwszej roli telewizyjnek Branko Semenica w serialu ARD Marienhof, gdzie grał od 11 marca 1993 r. do jesieni 1994 oraz wiosną 1995 wrócił na krótko. Na początku kręcenia uczęszczał do 10. klasy liceum. 
Wystąpił w licznych rolach teatralnych, filmowych i telewizyjnych, w tym w serialu kryminalnym Wolffs Revier czy SOKO Wismar. 

## Filmografia

### Filmy fabularne
- 1998: Gegen Ende der Nacht TV jako kierowca
- 2001: Rave Macbeth
- 2004: Hai-Alarm auf Mallorca TV jako Fabio Ortega
- 2004: Not a Lovestory jako Aaron
- 2008: Mały Paryż (Little Paris) jako G, Gameboy
- 2009: Ninja zabójca (Ninja Assassin) jako asystent Maslowa - Konsulting
- 2010: Zeiten ändern Dich jako B-Kool
- 2011: One Shot jako Patrick
- 2011: Berlin Angels jako Irshad
- 2012: Fünf Jahre jako Stackhouse

### Seriale TV
- 1993-1994: Marienhof jako Branko Semenic
- 1995: Marienhof jako Branko Semenic
- 1997: Die Unzertrennlichen – odc. Träume jako Jerry
- 1998: Gegen Ende der Nacht jako Fahrer
- 2000: Die Schule am See - odc. Jule und ihre Männer jako Max Lebert
- 2000: Die Schule am See - odc. Prüfungen jako Max Lebert
- 2000: Die Schule am See - odc. Jule und Chris jako Max Lebert
- 2001: SOKO Leipzig – odc. Tod im Internat jako Raik Hoppe
- 2004: Hai-Alarm auf Mallorca jako Fabio Ortega
- 2005: Wolffs Revier – odc. Von Liebe und Hass jako Karim Sabu
- 2005: Kanzleramt – odc. Salsa für Nina jako Juan Gomez
- 2005: Schulmädchen – odc. Poolboy und Sextoys jako Steffano
- 2006: Deutschmänner jako Machmut
- 2007: Kinder, Kinder - odc. Von Eltern und Erbsen
- 2008: SOKO Wismar – Endstation Rot jako Djuba Moll
- 2008: Haus und Kind jako Daniel
- 2009: Eine wie keine jako Adan Rubero
- 2010: SOKO Leipzig – odc. Die Hand Gottes jako Ronaldo Castilho
- 2011: Lügen haben linke Hände jako Paco
- 2012: SOKO Stuttgart – odc. Nachtschicht jako Carlos Lopez